# Amasya
Amasya er en by i Sortehavsregionen i det nordlige Tyrkiet med 91.874(2012) indbyggere.